# Comité Nacional Armenio de Estados Unidos

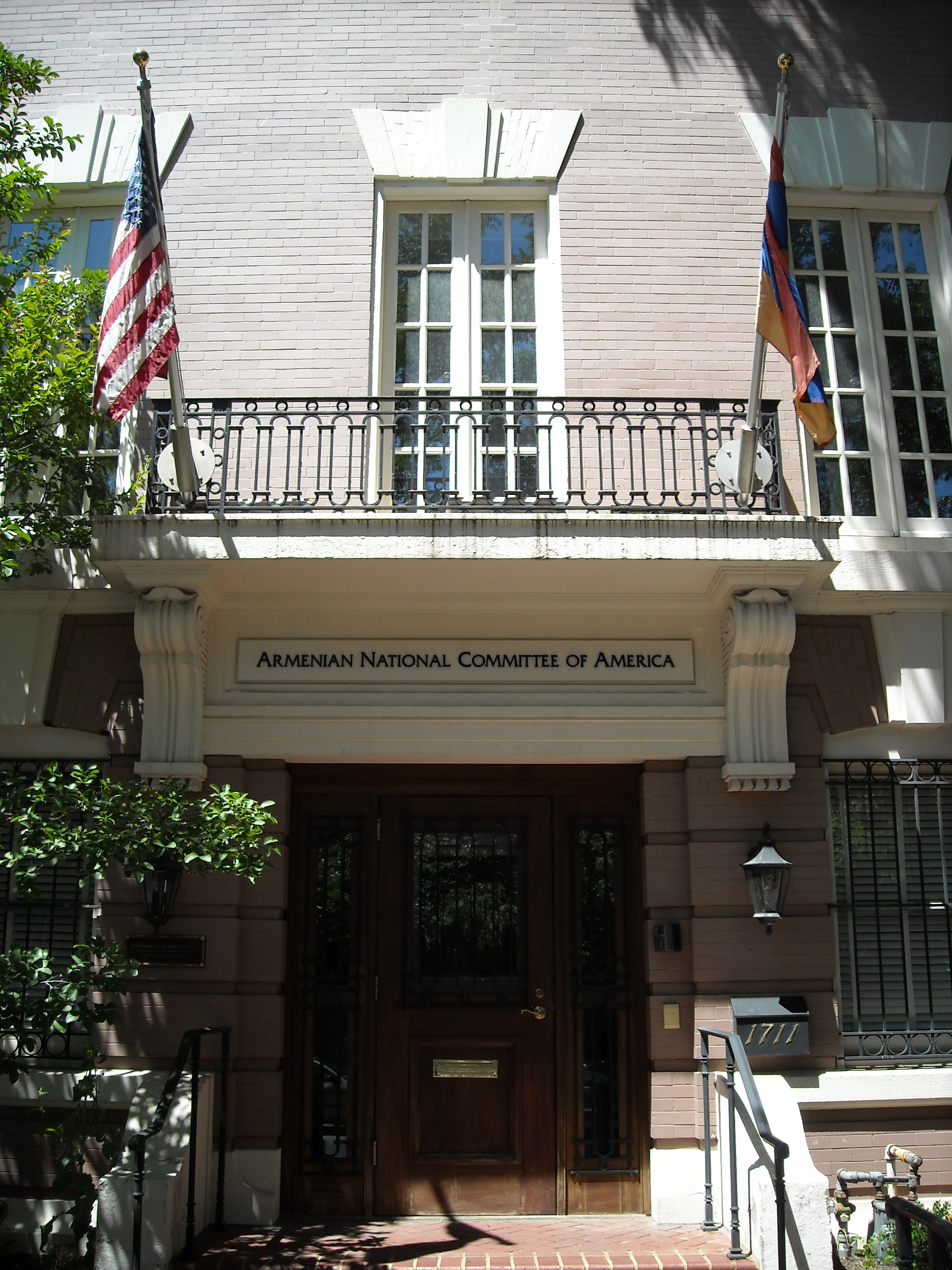
Sede del "Comité Nacional Armenio de América" en Washington D. C.

El Armenian National Committee of America (Comité Nacional Armenio de Estados Unidos) o ANCA es la organización más grande e influyente de armenios-estadounidenses en Estados Unidos.
Trabaja en coordinación con una red de oficinas, sucursales, y partidarios en todo el país y de organizaciones afiliadas en todo el mundo.
ANCA trabaja para expresar las inquietudes de la comunidad armenia en EE. UU. sobre una amplia gama de cuestiones.
Tiene sus oficinas principales en Washington, Boston y Los Ángeles, y más de cincuenta filiales con miles de activistas, que cooperan con una gran red de Comités Nacionales Armenios o Comités de Causa Armenia) en Armenia, Rusia, Francia, el Oriente Medio, Canadá y Australia.
El director ejecutivo del ANCA es Aram Hamparian.